# マクロメリン
マクロメリン(Macromerine)は、幻覚剤としての性質を持つ、フェネチルアミンの誘導体である。ドナーニャ(Coryphantha macromeris)や、C. macromeris v. runyonii、C. elephantidens等のサボテンから単離される。これらの植物は、タラフマラ族のシャーマンによって用いられてきた。

## 化学
マクロメリンは、フェネチルアミンの1つであり、メスカリンのアナログである。正式な化合物名は、1-(3,4-ジメトキシフェニル)-2-(ジメチルアミノ)メタノールである。

## 効果
マクロメリンの幻覚作用については、ほとんど分かっていない。K. Troutは、マクロメリンを含むサボテンのバイオアッセイは、「強い吐き気の波が何度も襲い、視覚の歪みや非現実感等の後遺症が使用後何週間もの長期間持続する等、非常に温和だが非常に風変わりだった」と述べている。
しかし、ドナーニャに含まれるマクロメリンの量が0.1%以下であることを考えると、マクロメリン成分によって幻覚作用を起こすには、数ポンドもの乾燥サボテンが必要である。恐らく、サボテンに含まれる全てのアルカロイドがドナーニャの幻覚作用に寄与していると考えられる。